# Tellberg
Der Berg Tellberg hat eine Gipfelhöhe von 309 m ü. NN und zählt zum Naturpark Eichsfeld-Hainich-Werratal. Er befindet sich in der Gemeinde Krauthausen westlich vom Ortsteil Deubachshof und reicht bis zum Ortsrand von Spichra am östlichen Rand des Werratals um Creuzburg im Wartburgkreis in Thüringen.
An der Ostflanke des Tellbergs führt die Bundesstraße 7 entlang, an der Südseite verläuft die Landesstraße L 1017.
Der Tellberg wird landwirtschaftlich genutzt. In Gipfellage und an der Westseite befinden sich mehrere aufgelassene Steinbrüche. Auf dem Berggipfel befindet sich als „Mahnmal“ ein ehemaliger Wachturm der DDR-Grenzbefestigungsanlagen. Vom Berg hatte man auch freien Blick auf den gegenüberliegenden Grenzübergang (GÜST) Wartha.